# Cadenat

Cadenat

Un cadenat és un tipus simple de pany desmuntable, amb un grilló corredís o una frontissa dissenyat per passar-lo a través d'un anell o grapa en una porta, pit, etcètera. Tot i que la majoria de cadenats no permeten treure la clau mentre aquests estan oberts, en alguns, especialment moderns, es pot retirar la clau mentre el cadenat roman obert.
Els cadenats de combinació no utilitzen claus. En canvi, el pany s'obre quan les seves rodes s'alineen correctament per mostrar la combinació correcta. Sovint el pany és re-programable, és a dir, se'ns permet canviar la combinació numèrica de les rodes posant el grilló en una posició especial mentre les girem.

## Història
A finals del segle xvii Christopher Polhem va crear una fàbrica a Stjärnsund que entre altres coses va inventar un tipus de cadenat propi, el cadenat escandinau ("Polhem locks").
Harry Soref va fundar la Master Lock Company el 1921 i va patentar un tipus de cadenat millorat. L'abril de 1924, rebia una patent (U.S #1,490,987) per al seu embolcall de panys nou. Soref va fer un cadenat que era tan fort com barat utilitzant un cos construït de capes de metall, com les portes d'una sucursal bancària. Va dissenyar el seu cadenat utilitzant acer laminat el 1919.

## Altres imatges

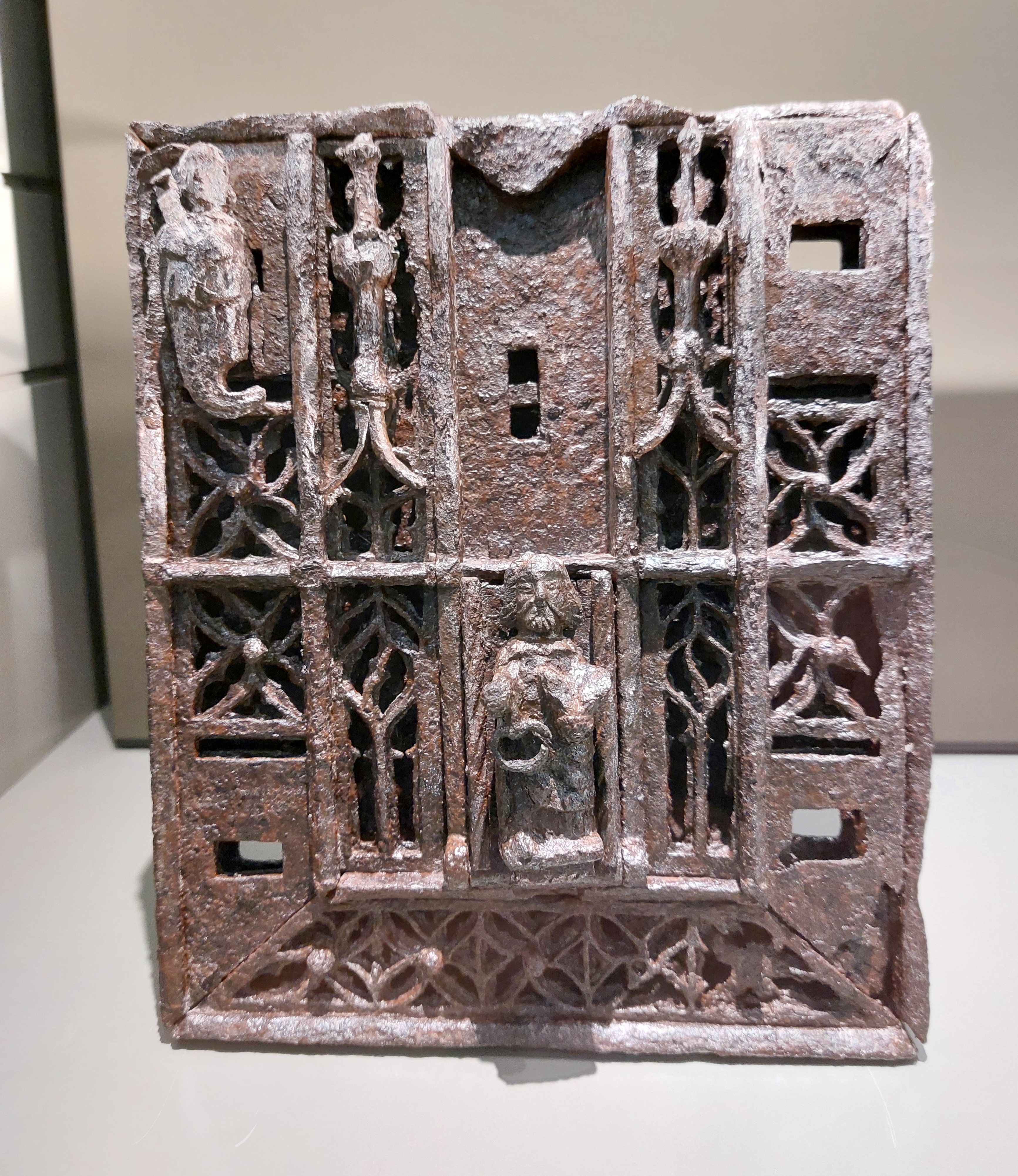
Cadenat al Museu del Castell de Mayenne (França)